# Bolívar (ort i Colombia, Valle del Cauca, lat 4,34, long -76,18)
Bolívar är en ort i Colombia.   Den ligger i departementet Valle del Cauca, i den centrala delen av landet, 230 km väster om huvudstaden Bogotá. Bolívar ligger 931 meter över havet och antalet invånare är 4 165.
Terrängen runt Bolívar är varierad. Runt Bolívar är det ganska tätbefolkat, med 75 invånare per kvadratkilometer. Närmaste större samhälle är Roldanillo, 8,8 km norr om Bolívar. Omgivningarna runt Bolívar är en mosaik av jordbruksmark och naturlig växtlighet.